# Leandra gardneriana
Leandra gardneriana är en tvåhjärtbladig växtart som beskrevs av Célestin Alfred Cogniaux. Leandra gardneriana ingår i släktet Leandra och familjen Melastomataceae. Inga underarter finns listade i Catalogue of Life.